# جيمس هارولد تومسون
جيمس هارولد تومسون (بالإنجليزية: James Harold Thompson)‏ هو سياسي أمريكي، ولد في 10 نوفمبر 1944 في موبيل في الولايات المتحدة. حزبياً، نشط في الحزب الديمقراطي. وقد انتخب عضو مجلس نواب فلوريدا.